# Acacia areolata
Acacia areolata é uma espécie de leguminosa do gênero Acacia, pertencente à família Fabaceae.